# Rhogeessa minutilla
Rhogeessa minutilla es una especie de murciélago de la familia Vespertilionidae.

## Distribución geográfica
Se encuentra en Colombia y Venezuela.